# Adrian Sikora
Adrian Sikora (Ustroń, 19 marzo 1980) è un calciatore polacco, attaccante del Kuźnia.

## Carriera

### Club
Dopo aver trascorso la maggior parte della sua carriera nel campionato polacco, nel 2011 ritorna nella squadra dove ha esordito, il Podbeskidzie.

### Nazionale
Nel 2003 è stato convocato per la prima volta in nazionale maggiore.

## Palmarès

### Club

#### Competizioni nazionali
- Coppa di Polonia: 2

Dyskobolia: 2004-2005, 2006-2007
- Campionato cipriota: 2

APOEL: 2008-2009, 2010-2011
- Supercoppa di Cipro: 2

APOEL: 2008, 2009